# L.T.的寵物理論
《L.T.的寵物理論》（英語：L. T.'s Theory of Pets）是史蒂芬·金於1997年在限量版短篇小說集《六個故事》上的一部短篇小說，小說於2001年被改編成有聲書，由金親自在皇家節日大廳演繹，後來並於2002年收錄在短篇小說集《史蒂芬金的14張牌》內。。

## 故事簡介
故事第一人稱有位同事叫LT，LT總喜歡在工廠午休時告訴大家自己的故事。LT和太太結婚了三年，但在第二年太太已經離開了，原因是一隻貓。太太在LT生日時送了一隻狗給LT，起初人狗相處不錯，只是日子一日一日過去，小狗越來越討厭LT，整天只會在太太身邊。後來LT照辦煮碗，送了一隻貓給太太。貓兒卻倒轉頭只喜歡LT。兩人的婚姻關係卻因此結束。